# Aloysius Atuegbu
Aloysius Atuegbu (né le 29 avril 1953 à Jos au Nigeria britannique, et mort le 25 mai 2008) est un footballeur international nigérian, qui évoluait au poste d'attaquant.

## Biographie

### Carrière en sélection
Avec l'équipe du Nigeria, il joue 60 matchs entre 1975 et 1981[réf. nécessaire]. 
Il figure dans le groupe des sélectionnés lors des CAN de 1976, 1978 et de 1980. Son équipe remporte la compétition en 1980.
Il participe également aux Jeux olympiques de 1980. Lors du tournoi olympique organisé en Union soviétique, il joue trois matchs : contre le Koweït, la Tchécoslovaquie et la Colombie.
Il dispute enfin 9 matchs comptant pour les tours préliminaires de la coupe du monde, lors des éditions 1978 et 1982.

## Palmarès
Nigeria
- Coupe d'Afrique des nations (1) :
  - Vainqueur : 1980
  - Troisième : 1976 et 1978